# Tasta micaceata
Tasta micaceata là một loài bướm đêm trong họ Geometridae.